# Viaduc de Garabit
Pour le pont autoroutier, voir Pont autoroutier de Garabit.

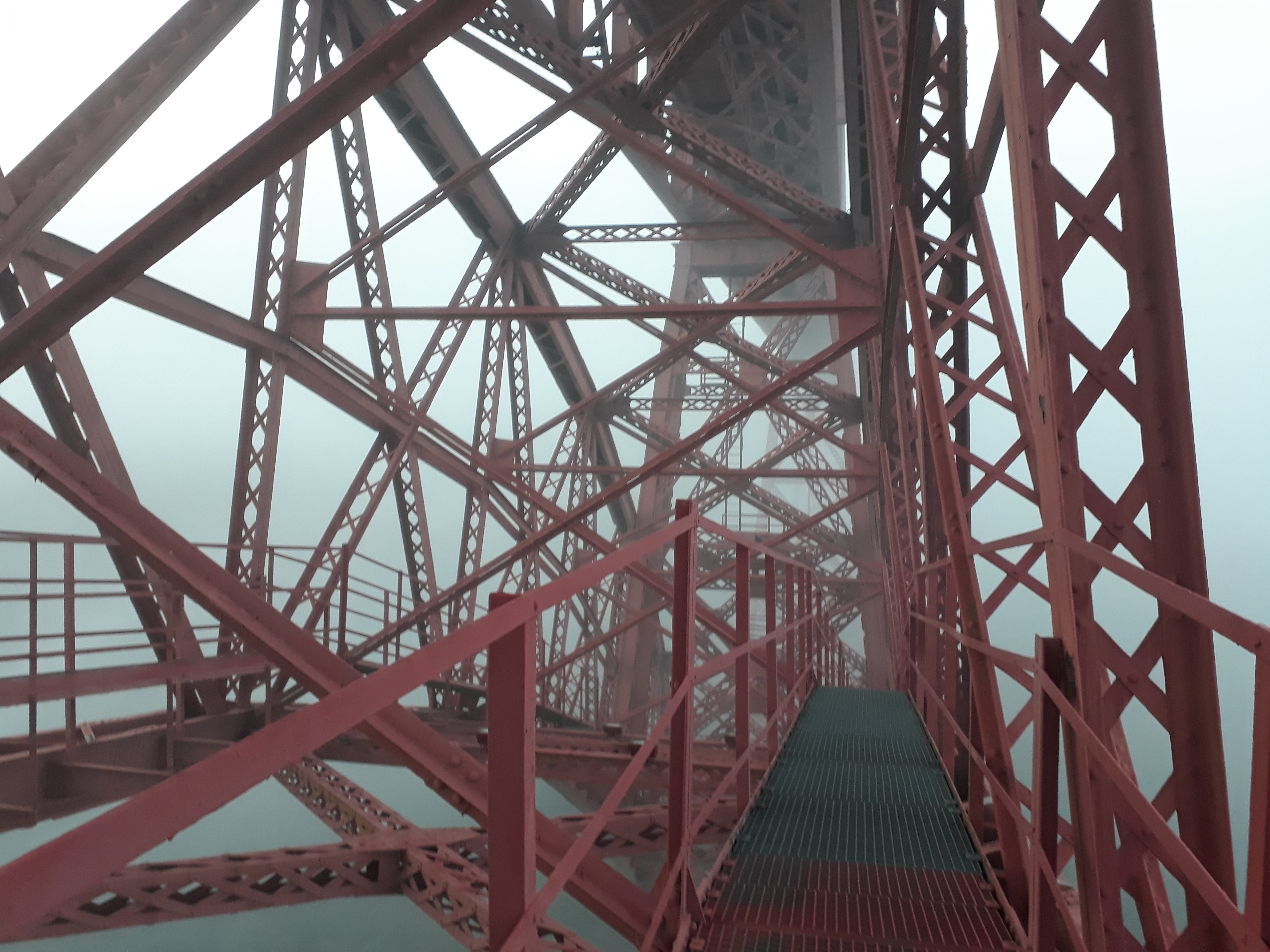
Structure interne du viaduc.

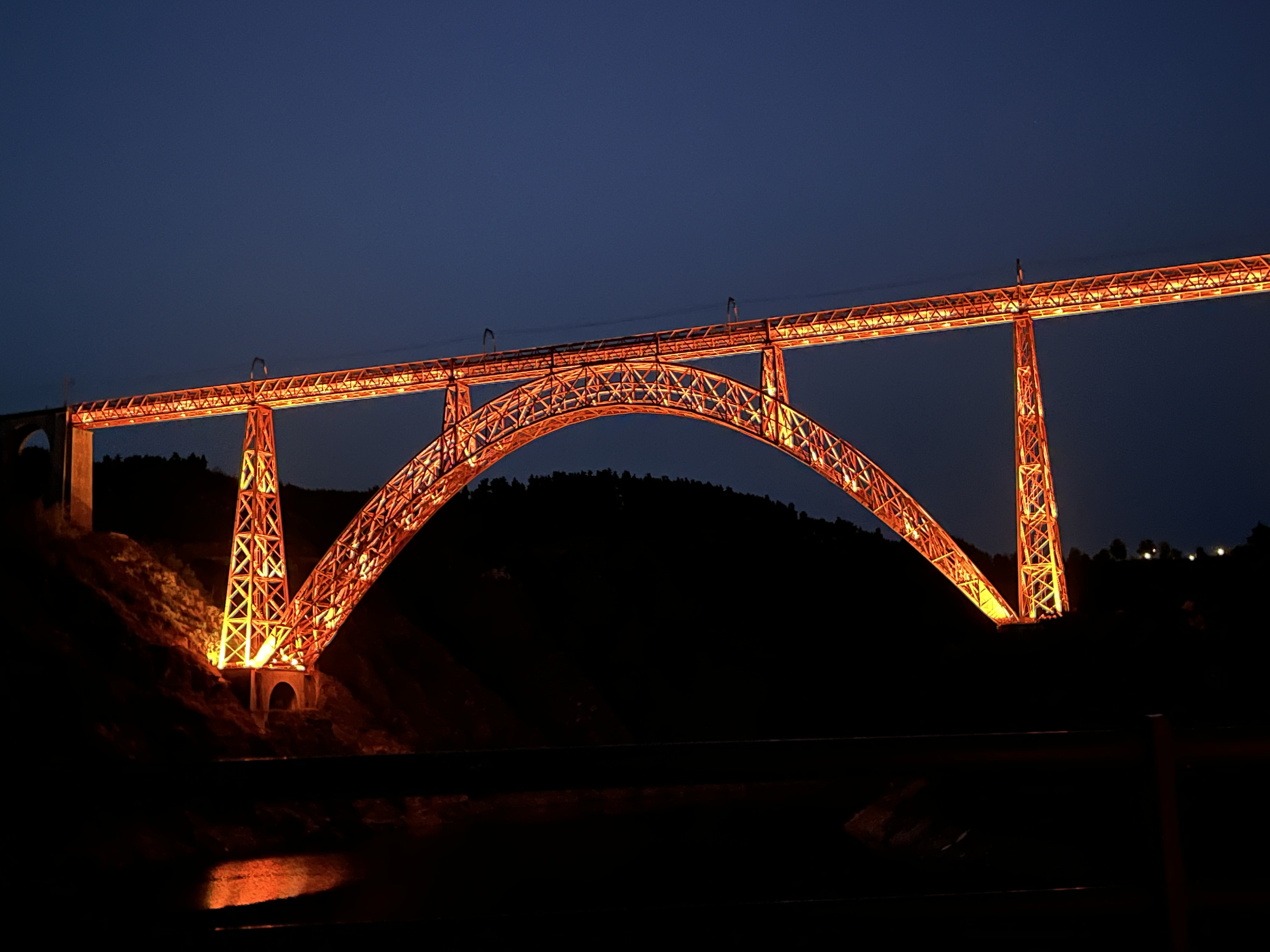
Le Viaduc éclairé par des projecteurs.

Le viaduc de Garabit est un viaduc ferroviaire français, ouvrage d'art de la ligne de Béziers à Neussargues (dite aussi ligne des Causses), permettant le franchissement des gorges de la Truyère. Il est situé sur le territoire de la commune de Ruynes-en-Margeride et de la commune de Val d'Arcomie dans le département du Cantal dans la région d'Auvergne-Rhône-Alpes.
Ce viaduc est un projet de l'ingénieur des ponts et chaussées Léon Boyer, qui en confie la finalisation et la réalisation à Gustave Eiffel et sa société. Le chantier de construction, ouvert en janvier 1880, se termine en septembre 1884 et sa mise en service est effectuée en 1888 par la Compagnie des chemins de fer du Midi et du Canal latéral à la Garonne, concessionnaire de la ligne. Cet ambitieux ouvrage métallique, long de 565 m, culmine à 122 m au-dessus de la rivière et est alors le « plus haut viaduc du monde ». Finalement, son arche était, jusqu'en 1886, celle ayant la plus grande portée au monde.

## Situation ferroviaire
Construit à 835 mètres d'altitude, le viaduc de Garabit est d'une longueur de 565 mètres. Il est situé entre les points kilométriques (PK) 675,393 et 675,958 de la ligne de Béziers à Neussargues (voie unique), entre les gares de Garabit (fermée) et de Ruynes-en-Margeride (fermée).

## Histoire

### Chronologie

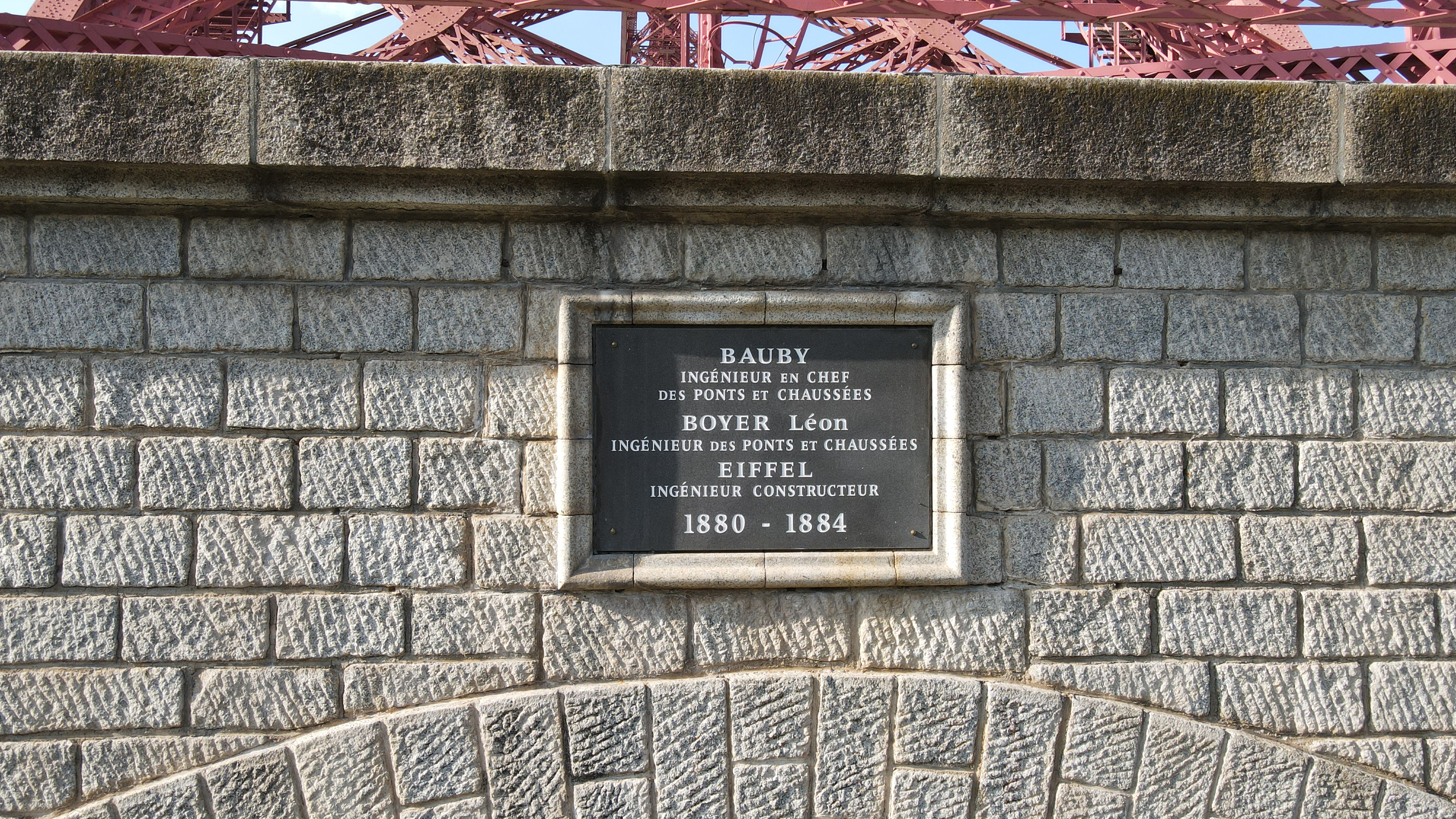
Plaque sur le viaduc de Garabit montrant les noms impliqués dans la construction.

- Novembre-décembre 1878 : Léon Boyer effectue des relevés géométriques sur le terrain pour définir le tracé de la ligne et de l'ouvrage.
- 25 mars 1879 : les plans du premier projet établi par Léon Boyer sont remis à l'administration.
- 14 juin 1879 : le ministère des Travaux publics approuve le projet.
- 30 juin 1879 : Gustave Eiffel rompt le contrat avec Théophile Seyrig, le directeur du bureau d'études ; celui-ci sera remplacé quatre mois plus tard par Maurice Koechlin.
- janvier 1880 : début des travaux des fondations.
- 16 août 1880 : Gustave Eiffel dépose le dossier du projet définitif.
- 1er août 1882 : début du montage des piles sur les fondations.

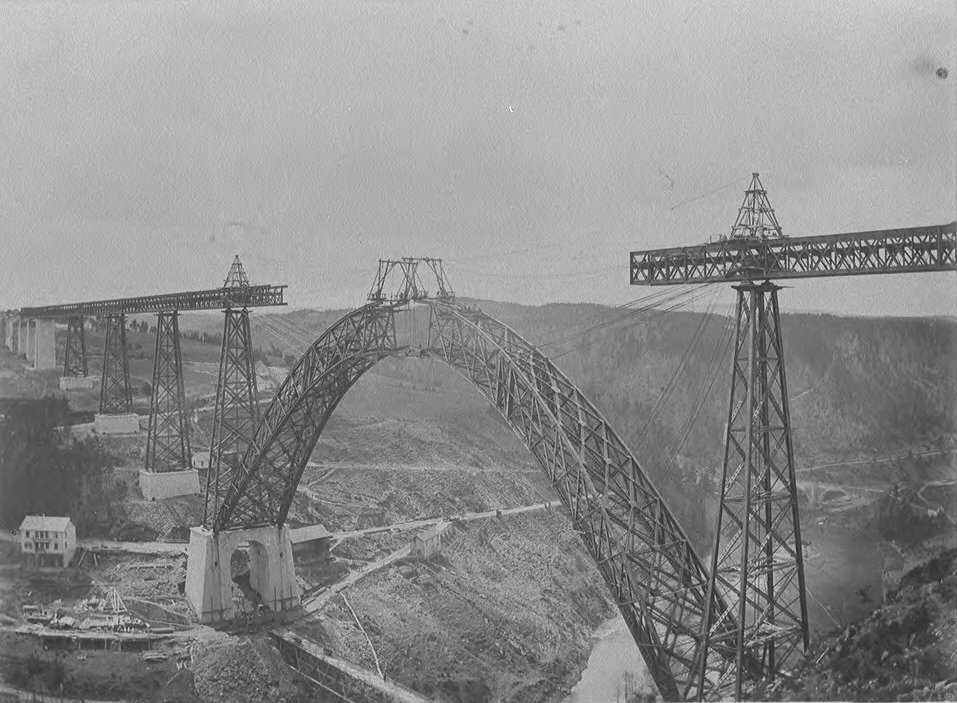
Chantier du viaduc le 18 avril 1884. Photographie d'Alphonse Terpereau.

- 20 avril 1884 : pose de la charpente de la clef d'intrados.
- 26 avril 1884 : pose de la charpente de la clef d'extrados.
- juin 1884 : fin du poussage des tabliers.
- 17 septembre 1884 : achèvement des voûtes des viaducs d'accès en maçonnerie et de la pose de la voie.
- 1er mai 1886 : décès précoce de l'ingénieur Léon Boyer au Panama.
- 9 mai 1887 : ouverture de la portion de ligne Marvejols - Saint-Chély-d'Apcher.
- 10 avril 1888 : premiers essais du viaduc en charge avec un convoi arrêté au centre de l'ouvrage.
- 27 mai 1888 : ouverture de la section de ligne Saint-Chély-d'Apcher - Saint-Flour.
- 10 novembre 1888 : ouverture complète de la ligne.
- 1932 : électrification intégrale de la ligne de Béziers à Neussargues par la Compagnie du Midi, en 1 500 volts continu.
- 14 septembre 1965 : inscription aux Monuments historiques.
- Août 1984 : pour les 100 ans du viaduc, une plaque commémorative portant la mention "A Léon Boyer, de Florac, les cantaliens reconnaissants" a été posée sur l'estacade d'accès en maçonnerie en mémoire de Léon Boyer.
- 1992 : le viaduc est entièrement repeint en rouge Gauguin de 1992 à 1998[3].
- 11 septembre 2009 : la découverte d'une fissure sur l'une des piles maçonnées de l'ouvrage lors d'une visite entraîne sa fermeture pour raisons de sécurité[4].
- 11 octobre 2009 : réouverture, la vitesse des trains est alors limitée à 10 km/h sur toute la longueur du viaduc.
- 14 juin 2011 : fermeture de la portion de ligne entre Neussargues et Saint-Chély-d'Apcher jusqu'au mois de décembre suivant pour permettre la réalisation de gros travaux d'entretien sur le viaduc.
- 18 octobre 2017 : classé au titre des monuments historiques[5].
- octobre 2024 : voyage inaugural de la ligne Béziers-Neussargues

### Histoire
À l'origine du projet, l'idée d'un pont métallique à grand arc enjambant la vallée revient à un jeune ingénieur, Léon Boyer (1851-1886). Il impose l'idée d'un tracé direct de la voie ferrée sur les plateaux et un franchissement de la Truyère à grande hauteur (120 m au-dessus du niveau d'étiage), plutôt que la solution traditionnelle qui aurait consisté à descendre la ligne par les vallées affluentes pour franchir la Truyère par un ouvrage plus modeste, solution plus coûteuse en exploitation par la suite.
Pour ce franchissement, il était exclu de recourir au pont suspendu, à cause des risques d'oscillations provoquées par le vent, et il était impossible d'envisager techniquement à l'époque des piles de plus de 65 m de haut. Léon Boyer s'est inspiré de l'exemple du viaduc Maria Pia sur le Douro (Portugal). Ce viaduc avait été conçu par l'un des associés de l'entreprise Eiffel, Théophile Seyrig, avec la participation tardive de l'ingénieur Émile Nouguier. Inauguré en 1877, il comporte un arc métallique de 160 m de portée, avec une flèche d'intrados de 37,50 m.

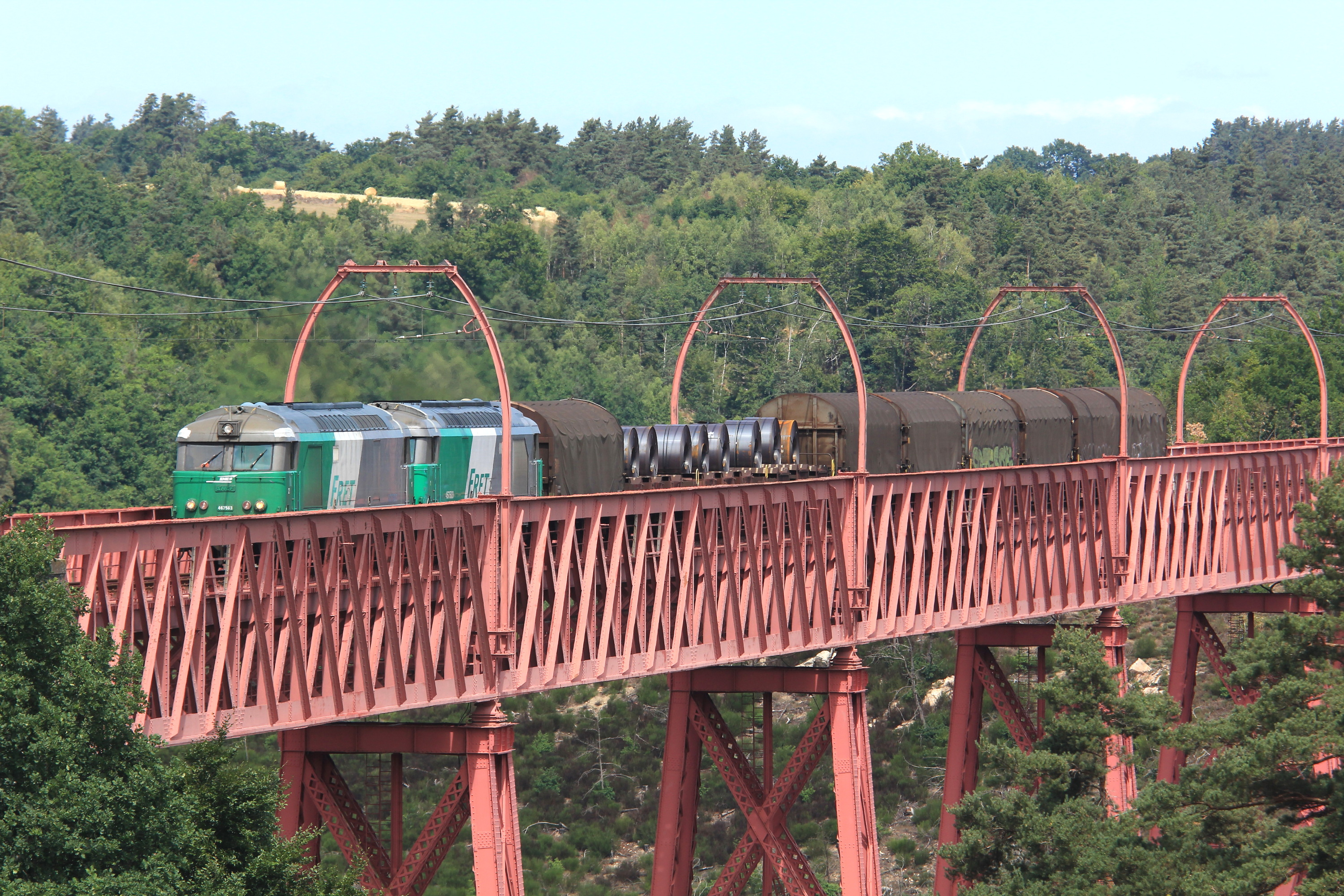
Convoi de fret en traction Diesel - UM, à destination de l'usine ArcelorMittal de Saint-Chély-d'Apcher franchissant le viaduc.

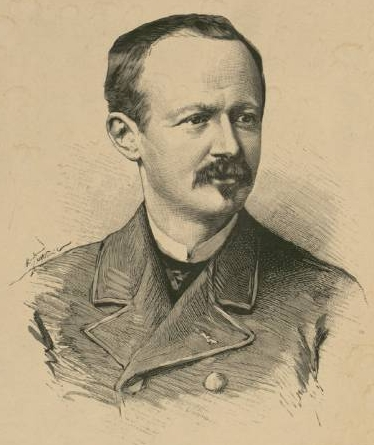
Portrait de Léon Boyer.

L'inauguration de la section de Saint-Chély à Saint-Flour via le viaduc de Garabit, a lieu le 28 mai 1888. La compagnie qui avait annoncé une importante cérémonie d'inauguration a finalement choisi de faire simple en attendant l'ouverture complète de la ligne jusqu'à Neussargues qui doit intervenir prochainement. Elle n'a donc prévu que le passage d'un train transportant Mrs Arnaud, inspecteur d'exploitation, et André, inspecteur principal. Néanmoins, le temps étant beau et pas trop chaud, les habitants ont montré leur curiosité en venant en nombre dans les deux gares de part et d'autre, pour rejoindre à pied ou en convoi, le site du viaduc que d'autres, en nombre également, ont préféré voir du fond de la vallée. Un train a traversé le viaduc à 50 km/h sans que ses passagers ne ressentent la moindre trépidation.
Le viaduc est construit pour supporter une voie ferrée unique et relier Paris à Béziers par chemin de fer, en passant par le Massif central. C'est donc depuis plus d'un siècle que l'Aubrac Express — nom du train ayant circulé sur la voie — surplombe à chaque passage la vallée de la Truyère. Le viaduc dispose d'une caténaire et supporte une voie unique. La vitesse des trains circulant sur le viaduc est limitée à 40 km/h pour réduire les contraintes de l'ouvrage.

## Caractéristiques

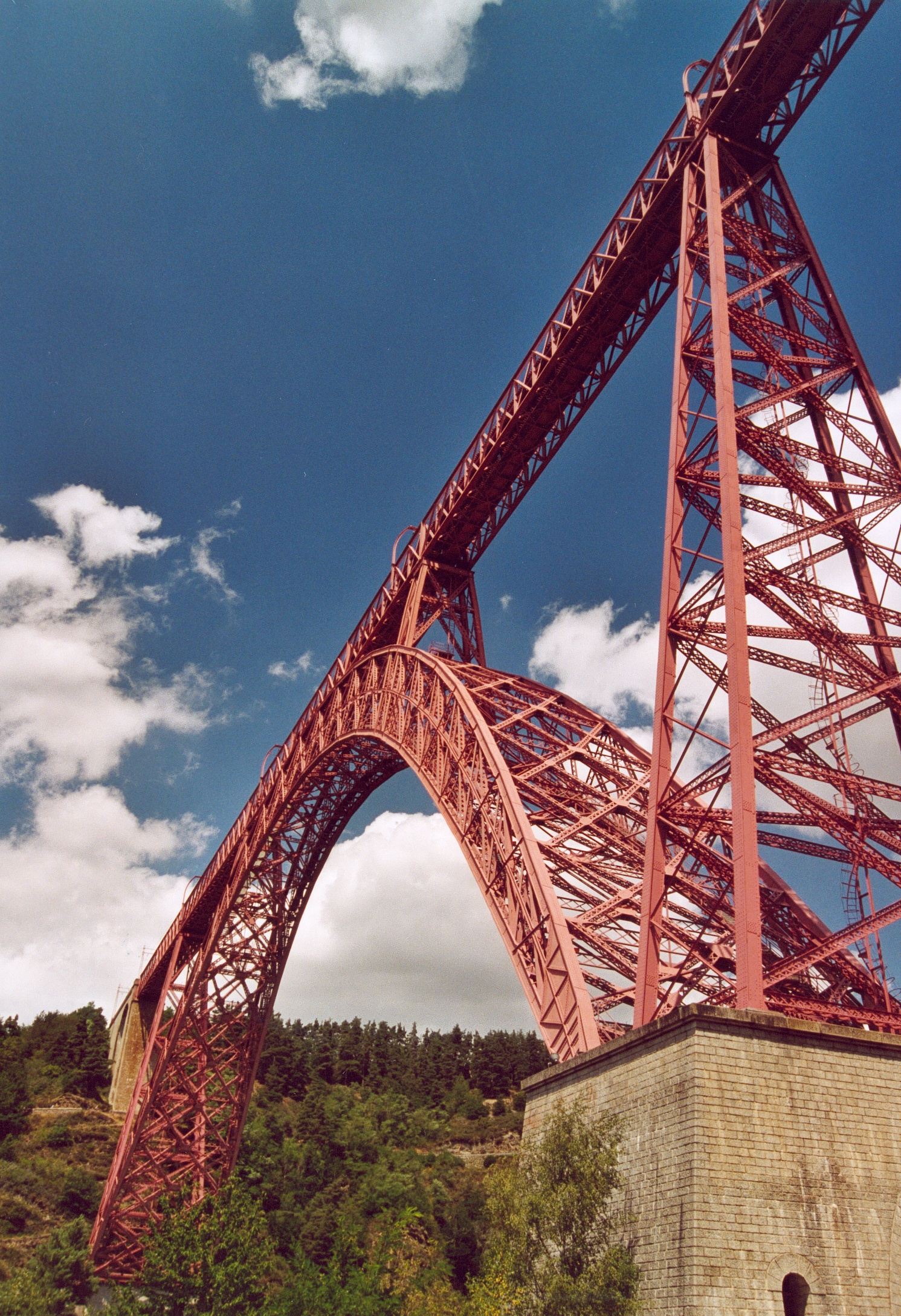
Vue depuis le sol en 2006.

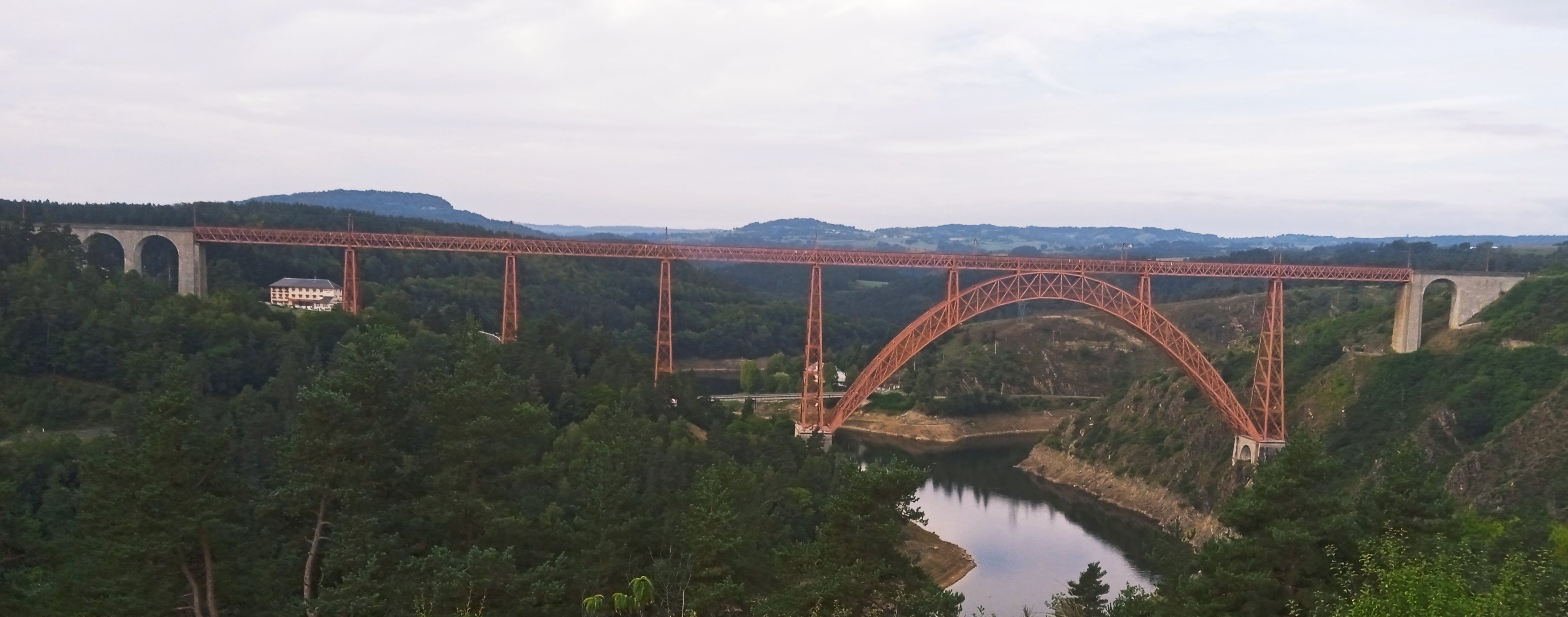
Vue complète de l'ensemble du viaduc, en 2021.

Le viaduc de Garabit se compose d'un tablier métallique long de 554,69 m supportant une voie ferrée unique, reposant sur sept piles en fer puddlé de hauteur variable (jusqu'à 80 m pour les deux plus hautes), dont cinq piles indépendantes reposant sur des blocs de fondations en maçonneries de moellons. Les trois travées situées au-dessus de la partie la plus basse de la vallée composent l'arc au-dessus de la rivière d'une portée de 165 m et d'une hauteur de 52 m. La superstructure métallique est encadrée par deux estacades d'accès nord et sud en maçonnerie, de 46 m et 71 m de long respectivement. La hauteur au-dessus de l'étiage de la Truyère était de 122,5 m, cependant depuis la construction en 1959 du barrage de Grandval sur la Truyère, qui a entraîné la formation d'un lac de retenue de 28 km de long, le viaduc surplombe le lac de 95 m.
- Longueur totale du tablier : 564,69 m
- Portée de l'arche principale : 165 m
- Hauteur au-dessus de l'étiage : 122 m
- Volume de la maçonnerie fondations et estacades : 20 370 m3
- Quantité de métaux employés :
  - fer forgé : 3 169 t
  - acier : 41 t
  - fonte : 23 t
- Nombre de rivets posés : 678 768
- Durée du chantier : 4 ans - de janvier 1880 à septembre 1884.

## Patrimoine ferroviaire
Le viaduc fait l’objet d’une inscription au titre des monuments historiques depuis le 14 septembre 1965, et d'un classement depuis le 18 octobre 2017. Il fait actuellement l’objet d’une procédure pour être inscrit au patrimoine mondial de l’Unesco dans les prochaines années[évasif].
Il est éclairé tous les soirs et la nuit entière à certaines dates, depuis 2001.

Vues du viaduc de Garabit
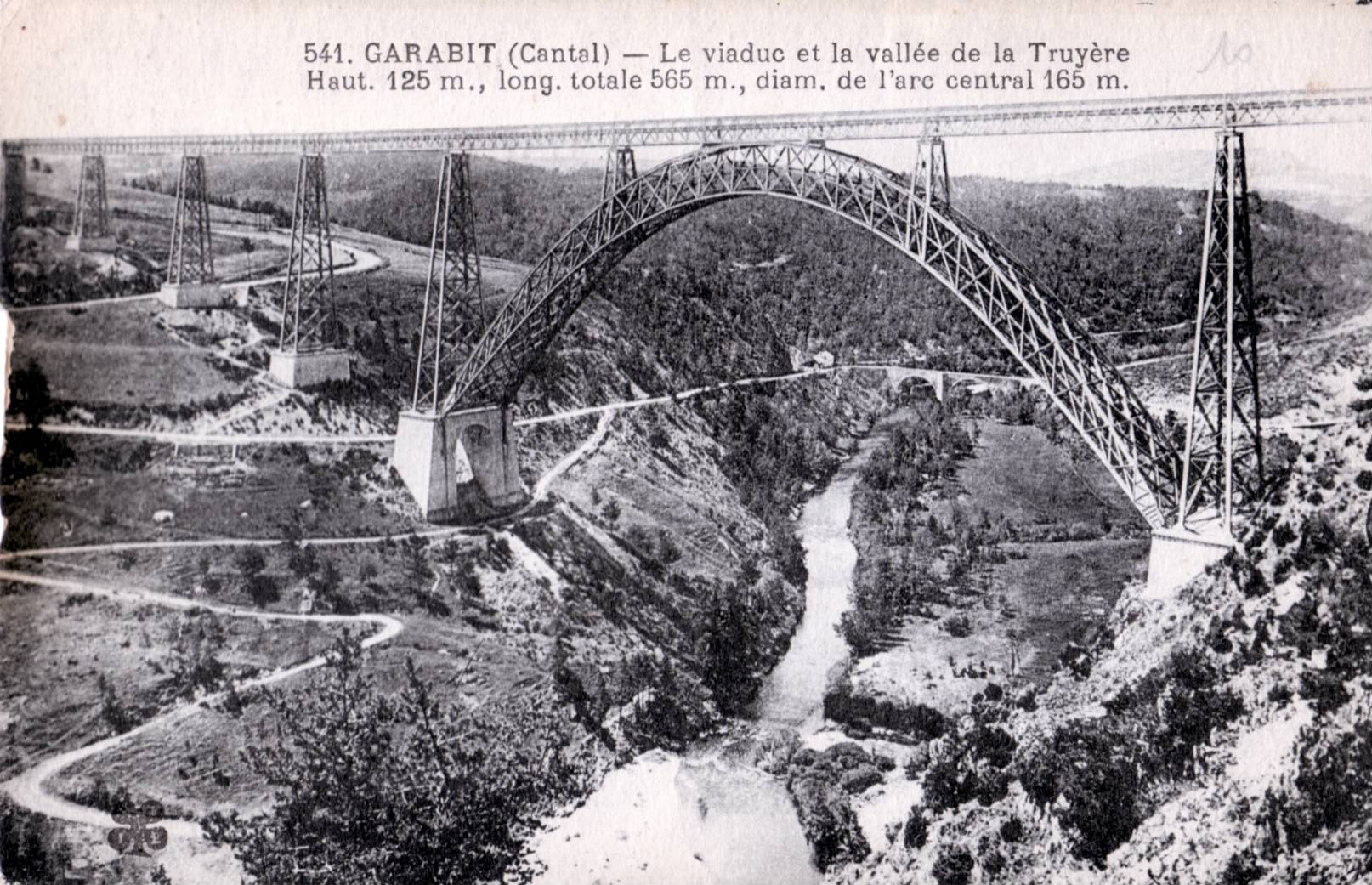
Vue générale vers 1900.
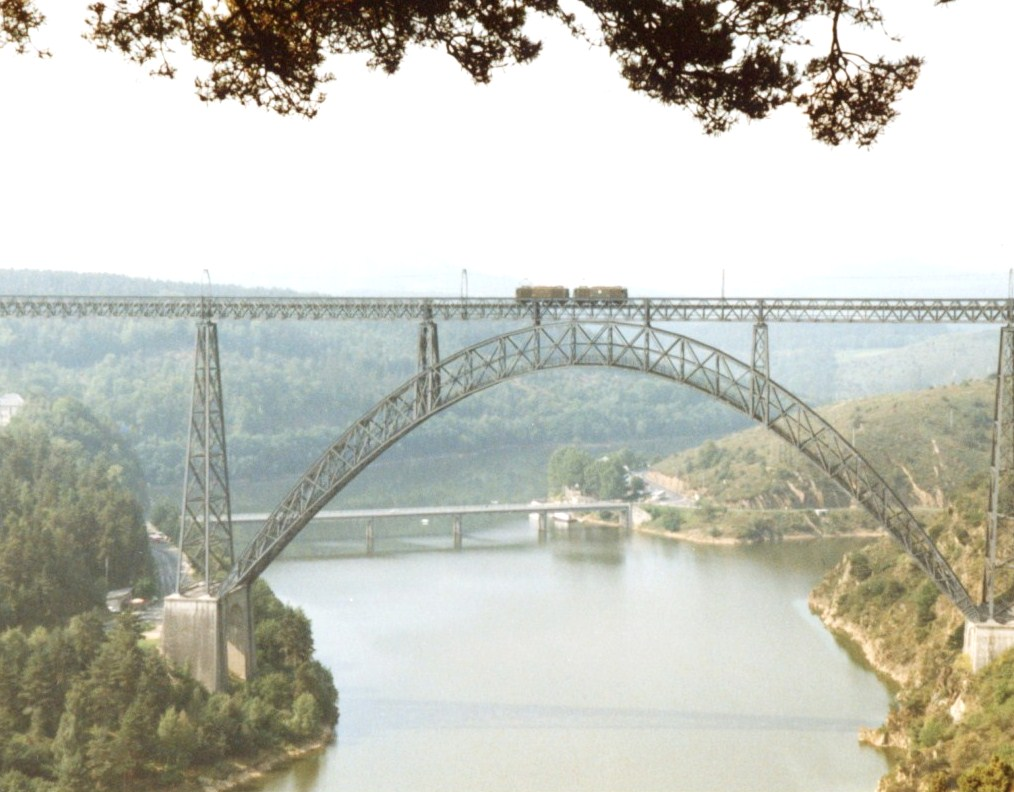
Vue  aérienne en 1982.
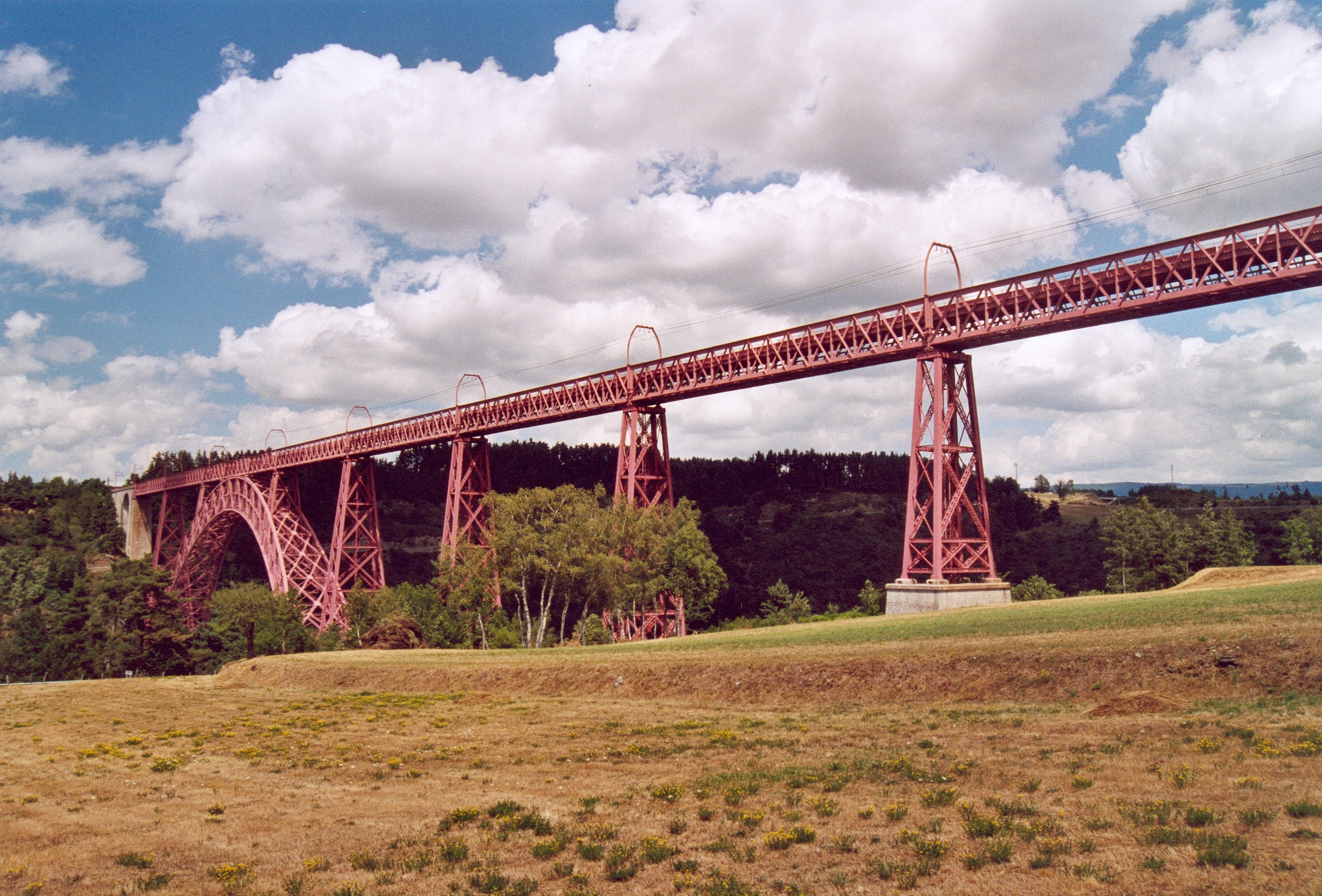
Vue générale de l'ouvrage en 2006.
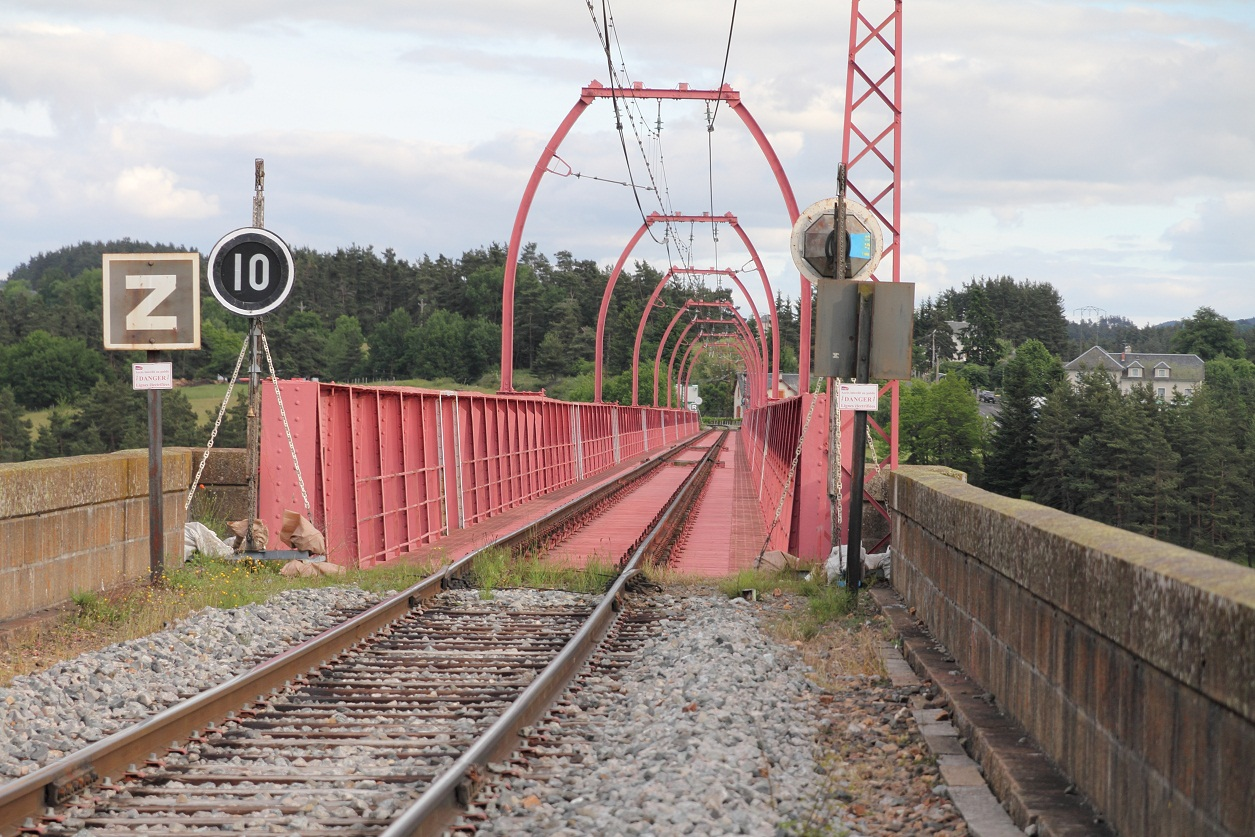
La voie ferrée sur son platelage en 2011.

### Autres mentions

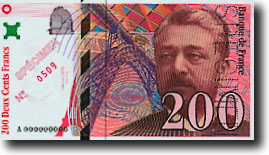
Le viaduc en arrière-plan du portrait de Gustave Eiffel.

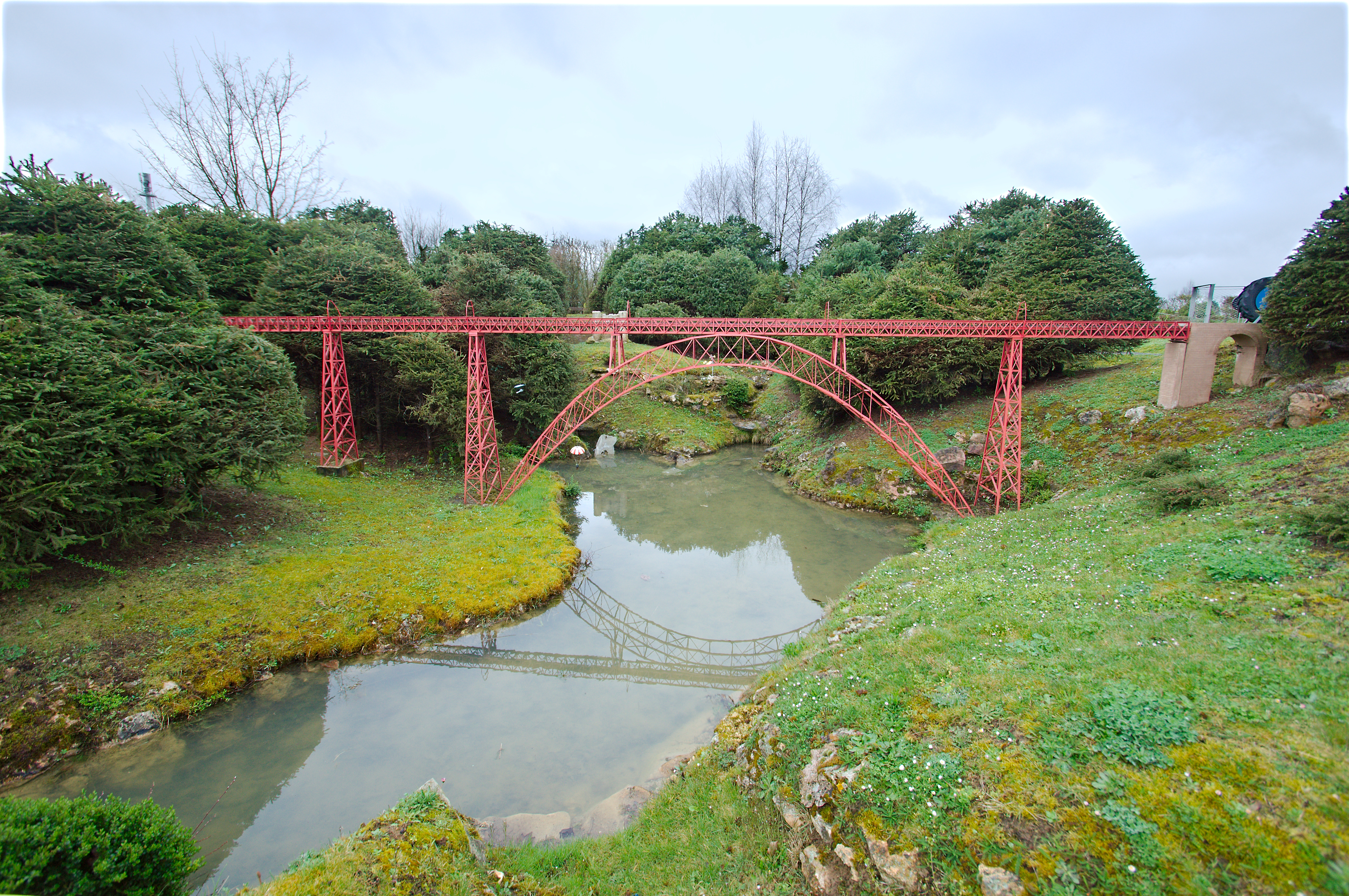
Maquette dans le parc France Miniature.